# Đội tuyển bóng chuyền nam quốc gia Brasil
Đội tuyển bóng chuyền nam quốc gia Brasil là đội bóng đại diện cho Brasil tại các cuộc thi tranh giải và trận đấu giao hữu bóng chuyền nam ở phạm vi quốc tế. Đội tuyển đã từng ba lần giành huy chương vàng Thế vận hội Olympic, ba lần giành huy chương vàng giải vô địch thế giới, chín lần giành huy chương vàng giải World League. Hiện tại, Brasil cũng là đội đang xếp hạng nhất trên bảng xếp hạng của FIVB và được coi là "Đội tuyển trong mơ" (Dream Team) bởi nhiều thành công lớn trên đấu trường quốc tế.

## Huấn luyện viên

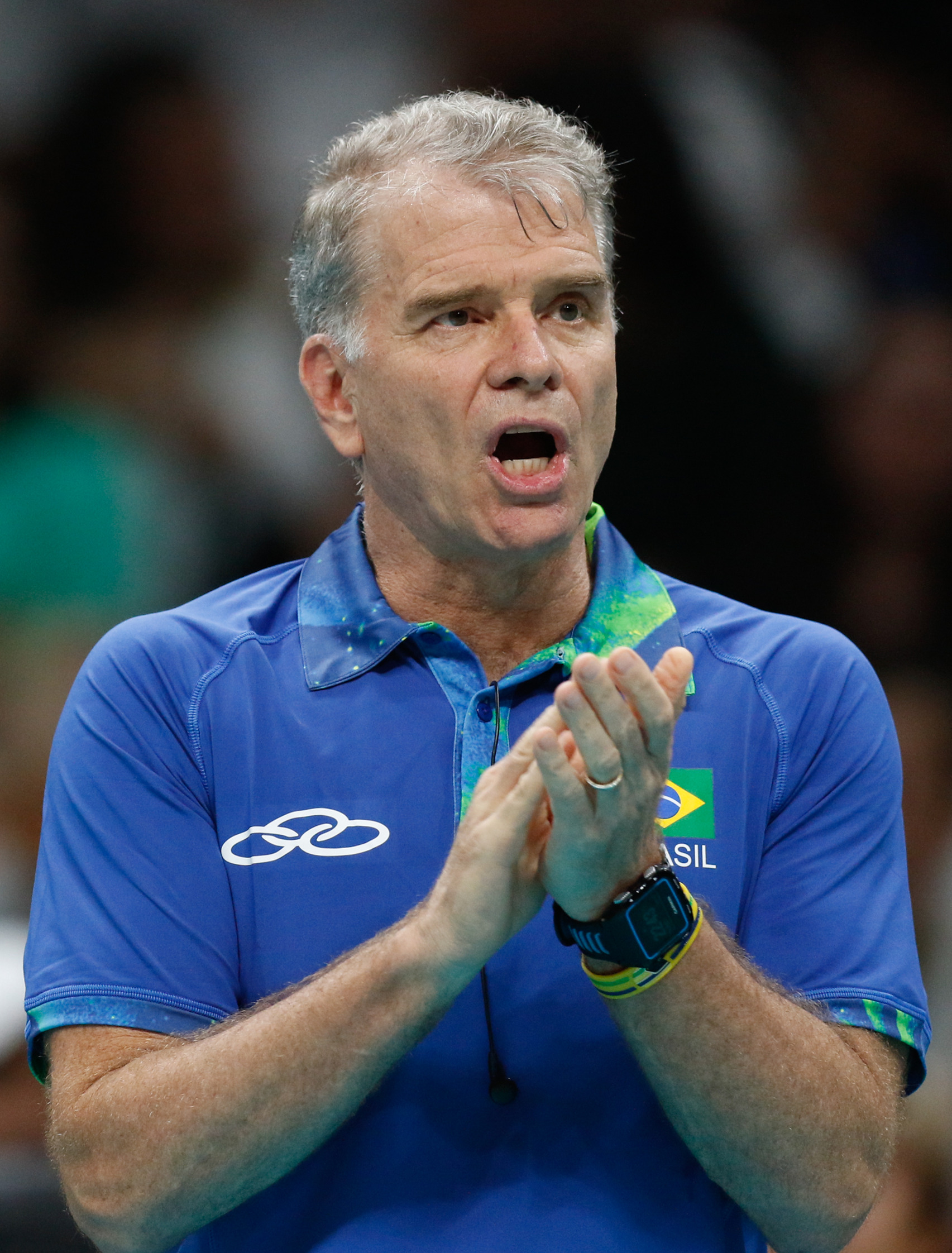
Cựu huấn luyện viên Bernardo Rezende - người đã dẫn dắt đội tuyển từ năm 2001-2016

- Bebeto de Freitas (1984–1988)
- José Roberto Guimarães (1991–1996)
- Bernardo Rezende (2001–2016)
- Renan Dal Zotto (2017–)

## Đội hình
Dưới đây là danh sách các thành viên đội tuyển nam quốc gia Brasil tham dự giải World League 2017.
Huấn luyện viên chính: Renan Dal Zotto
| Stt. | Tên                        | Ngày sinh            | Chiều cao           | Cân nặng        | Nhảy đập        | Nhảy chắn       | Câu lạc bộ năm 2016–17 |
| ---- | -------------------------- | -------------------- | ------------------- | --------------- | --------------- | --------------- | ---------------------- |
| 1    | Bruno Rezende (C)          | 2 tháng 7 năm 1986   | 1,90 m (6 ft 3 in)  | 76 kg (168 lb)  | 323 cm (127 in) | 302 cm (119 in) | SESI São Paulo         |
| 3    | Éder Carbonera             | 19 tháng 10 năm 1983 | 2,05 m (6 ft 9 in)  | 107 kg (236 lb) | 360 cm (140 in) | 330 cm (130 in) | Funvic Taubaté         |
| 4    | Wallace de Souza           | 26 tháng 6 năm 1987  | 2,00 m (6 ft 7 in)  | 87 kg (192 lb)  | 344 cm (135 in) | 318 cm (125 in) | Funvic Taubaté         |
| 5    | Lucas Lóh                  | 18 tháng 1 năm 1991  | 1,95 m (6 ft 5 in)  | 83 kg (183 lb)  | 336 cm (132 in) | 320 cm (130 in) | Funvic Taubaté         |
| 6    | Tiago Brendle (L)          | 21 tháng 10 năm 1985 | 1,88 m (6 ft 2 in)  | 83 kg (183 lb)  | 315 cm (124 in) | 300 cm (120 in) | Brasil Kirin Campinas  |
| 7    | Murilo Radke               | 31 tháng 1 năm 1989  | 1,94 m (6 ft 4 in)  | 76 kg (168 lb)  | 329 cm (130 in) | 310 cm (120 in) | Montes Claros Vôlei    |
| 8    | Thales Hoss (L)            | 26 tháng 4 năm 1989  | 1,90 m (6 ft 3 in)  | 74 kg (163 lb)  | 329 cm (130 in) | 303 cm (119 in) | Vôlei Canoas           |
| 9    | Raphael Vieira de Oliveira | 14 tháng 6 năm 1979  | 1,90 m (6 ft 3 in)  | 82 kg (181 lb)  | 330 cm (130 in) | 306 cm (120 in) | Funvic Taubaté         |
| 10   | Otávio Pinto               | 27 tháng 2 năm 1991  | 2,02 m (6 ft 8 in)  | 85 kg (187 lb)  | 347 cm (137 in) | 319 cm (126 in) | Funvic Taubaté         |
| 11   | Rodrigo Leão               | 5 tháng 6 năm 1996   | 1,97 m (6 ft 6 in)  | 85 kg (187 lb)  | 331 cm (130 in) | 316 cm (124 in) | Sada Cruzeiro          |
| 12   | Luiz Felipe Fonteles       | 19 tháng 6 năm 1984  | 1,98 m (6 ft 6 in)  | 100 kg (220 lb) | 351 cm (138 in) | 340 cm (130 in) | Halkbank Ankara        |
| 13   | Maurício Souza             | 29 tháng 9 năm 1988  | 2,08 m (6 ft 10 in) | 93 kg (205 lb)  | 344 cm (135 in) | 323 cm (127 in) | Brasil Kirin Campinas  |
| 14   | Douglas Souza              | 20 tháng 8 năm 1995  | 2,00 m (6 ft 7 in)  | 75 kg (165 lb)  | 338 cm (133 in) | 317 cm (125 in) | SESI São Paulo         |
| 16   | Lucas Saatkamp             | 6 tháng 3 năm 1986   | 2,08 m (6 ft 10 in) | 101 kg (223 lb) | 340 cm (130 in) | 321 cm (126 in) | SESI São Paulo         |
| 17   | Evandro Guerra             | 27 tháng 12 năm 1981 | 2,08 m (6 ft 10 in) | 106 kg (234 lb) | 359 cm (141 in) | 332 cm (131 in) | Sada Cruzeiro          |
| 18   | Ricardo Lucarelli Souza    | 14 tháng 2 năm 1992  | 1,96 m (6 ft 5 in)  | 87 kg (192 lb)  | 348 cm (137 in) | 326 cm (128 in) | Funvic Taubaté         |
| 19   | Maurício Borges Silva      | 4 tháng 2 năm 1989   | 1,98 m (6 ft 6 in)  | 99 kg (218 lb)  | 335 cm (132 in) | 315 cm (124 in) | Arkas İzmir            |
| 20   | Renan Buiatti              | 10 tháng 1 năm 1990  | 2,18 m (7 ft 2 in)  | 105 kg (231 lb) | 350 cm (140 in) | 314 cm (124 in) | Juiz de Fora           |

## Truyền thông
Các trận thi đấu và trận giao hữu của đội tuyển hiện đang được phát sóng dưới sự quản lý của hai kênh SporTV và Rede Globo.